# Olympische Sommerspiele 1936/Teilnehmer (Chile)
| Gelbes Symbol für Goldmedaillen mit stilisierten Olympischen Ringen | Graues Symbol für Silbermedaillen mit stilisierten Olympischen Ringen | Braundes Symbol für Bronzemedaillen mit stilisierten Olympischen Ringen |
| ------------------------------------------------------------------- | --------------------------------------------------------------------- | ----------------------------------------------------------------------- |
| —                                                                   | —                                                                     | —                                                                       |

Chile nahm an den Olympischen Sommerspielen 1936 in Berlin mit einer Delegation von 40 Athleten (39 Männer und eine Frau) teil.

## Teilnehmer nach Sportarten

### Basketball
- Herren
9. Platz

- Kader
Augusto Carvacho
Eduardo Kapstein
Eusebio Hernández
José González
Luis Carrasco
Luis Ibaseta
Michel Mehech

### Boxen
- Guillermo López
Fliegengewicht: 9. Platz

- José Vergara
Bantamgewicht: 9. Platz

- Carlos Lillo
Leichtgewicht: 5. Platz

- Enrique Giaverini
Weltergewicht: 17. Platz

### Fechten
- Tomás Goyoaga
Florett, Einzel: 1. Runde
Degen, Mannschaft: Vorrunde
Säbel, Einzel: Vorrunde
Säbel, Mannschaft: Vorrunde

- César Barros
Florett, Einzel: 1. Runde
Degen, Mannschaft: Vorrunde

- Hermogenes Valdebenito
Florett, Einzel: 1. Runde

- Tomas Barraza
Degen, Einzel: Viertelfinale
Degen, Mannschaft: Vorrunde
Säbel, Mannschaft: Vorrunde

- Ricardo Romero
Degen, Einzel: Vorrunde
Degen, Mannschaft: Vorrunde
Säbel, Mannschaft: Vorrunde

- Julio Moreno
Degen, Mannschaft: Vorrunde
Säbel, Einzel: Viertelfinale
Säbel, Mannschaft: Vorrunde

- Efraín Díaz
Säbel, Einzel: Vorrunde
Säbel, Mannschaft: Vorrunde

### Leichtathletik
- Raúl Muñoz
400 Meter: Vorläufe

- Miguel Castro
1500 Meter: Vorläufe

- Juan Acosta
Marathon: ??

- Walter Fritsch
400 Meter Hürden: Vorläufe

- Adolfo Schlegel
Stabhochsprung: 24. Platz

- Juan Reccius
Dreisprung: In der Qualifikation ausgeschieden

- Anton Barticevic
Hammerwurf: 17. Platz

- Osvaldo Wenzel
Zehnkampf: 15. Platz

- Erwin Reimer
Zehnkampf: ??

- Raquel Martínez
Frauen, 100 Meter: Vorläufe

### Radsport
- Jesús Chousal
Straßenrennen, Einzel: ??
Straßenrennen, Mannschaft: ??

- Jorge Guerra
Straßenrennen, Einzel: ??
Straßenrennen, Mannschaft: ??

- Rafael Montero
Straßenrennen, Einzel: ??
Straßenrennen, Mannschaft: ??

- Manuel Riquelme
Straßenrennen, Einzel: ??
Straßenrennen, Mannschaft: ??
Sprint: 2. Runde

### Schießen
- Roberto Müller
Freie Scheibenpistole: 14. Platz

- Carlos Lalanne
Freie Scheibenpistole: 16. Platz

- Enrique Ojeda
Freie Scheibenpistole: 29. Platz

### Schwimmen
- Washington Guzmán
400 Meter Freistil: Vorläufe

- Alfonso Casasempere
100 Meter Rücken: Vorläufe

- Jorge Berroeta
200 Meter Brust: DSQ im Vorlauf

- Carlos Reed
200 Meter Brust: DSQ im Vorlauf

### Segeln
- Erich Wichmann-Harbeck
O-Jolle: 4. Platz